# Theophilos (Indo-Grieche)

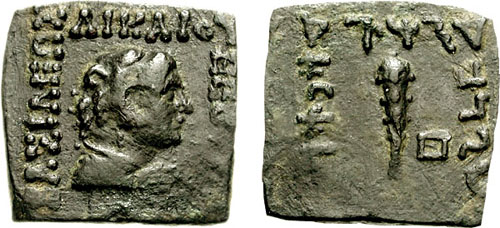
Münze des Theophilos mit Bild des Herakles

Theophilos war ein indo-griechischer König, der bisher nur von seinen (wenigen) Münzen bekannt ist. Er regierte wahrscheinlich nur kurz, wobei sein Herrschaftsgebiet im Hindukusch lag. Die genaue chronologische Festsetzung seiner Regierungszeit ist in der Forschung umstritten und schwankt zwischen 130 und 90 v. Chr.
Bei seinen Münzprägungen handelt es sich um Ausgaben in Silber, die auf der Vorderseite Herakles zeigen, was wiederum typisch für die Münzen um Euthydemos I. ist. Auf der Rückseite ist die Keule des Herakles abgebildet. Auf Kupfermünzen ist ein Füllhorn dargestellt. Eine einzelne Münze zeigt eine sitzende Pallas mit einer Siegesgöttin. Hier wird er auch einmal als Autokrator bezeichnet. Einige tragen die Aufschrift Dikaios/Dhramikasa Der Anhänger des Dharma. Dies mag eine Hinwendung zum Buddhismus andeuten.